# Siedlungswasserbau

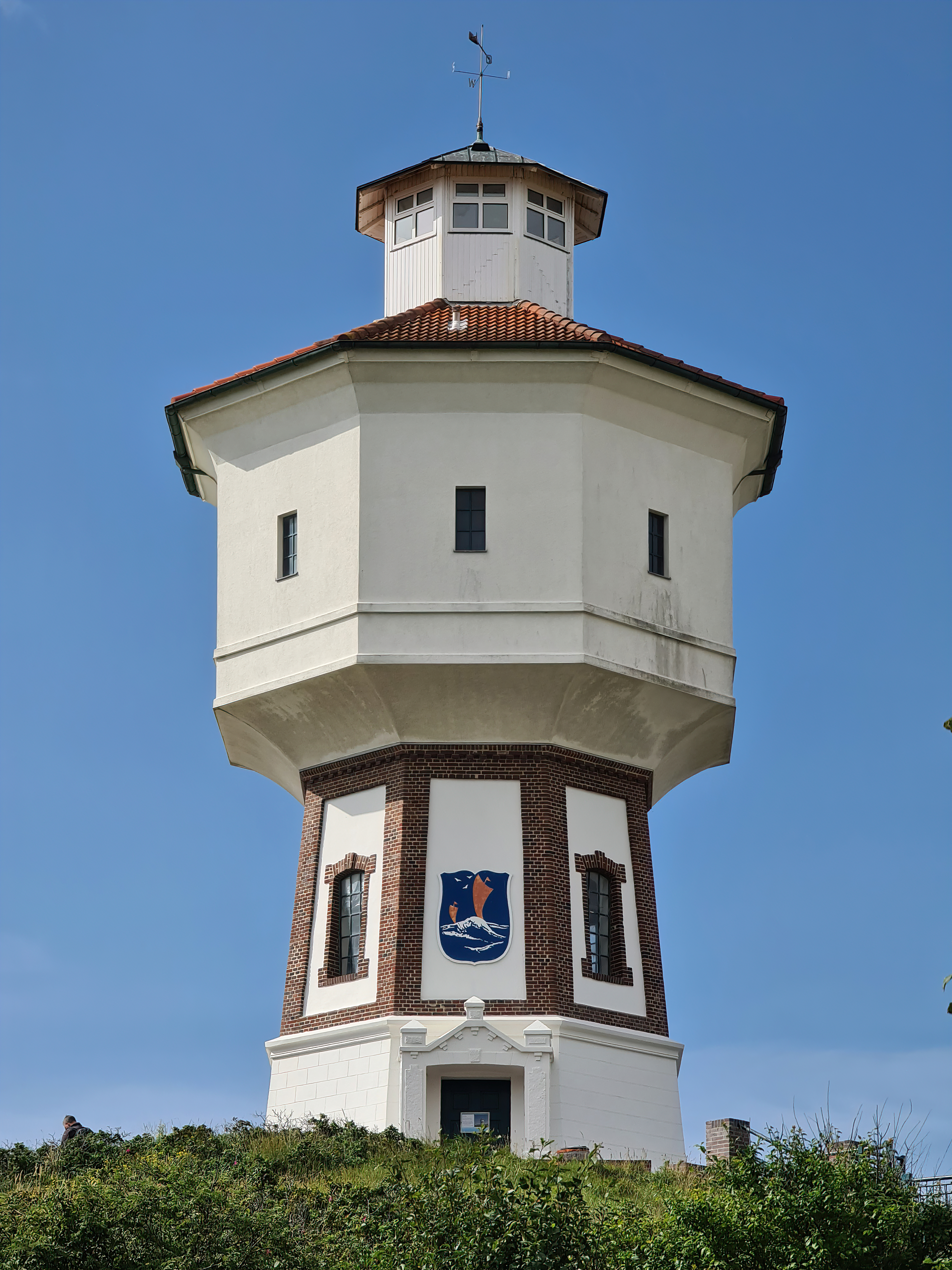
Wasserturm auf der Insel Langeoog

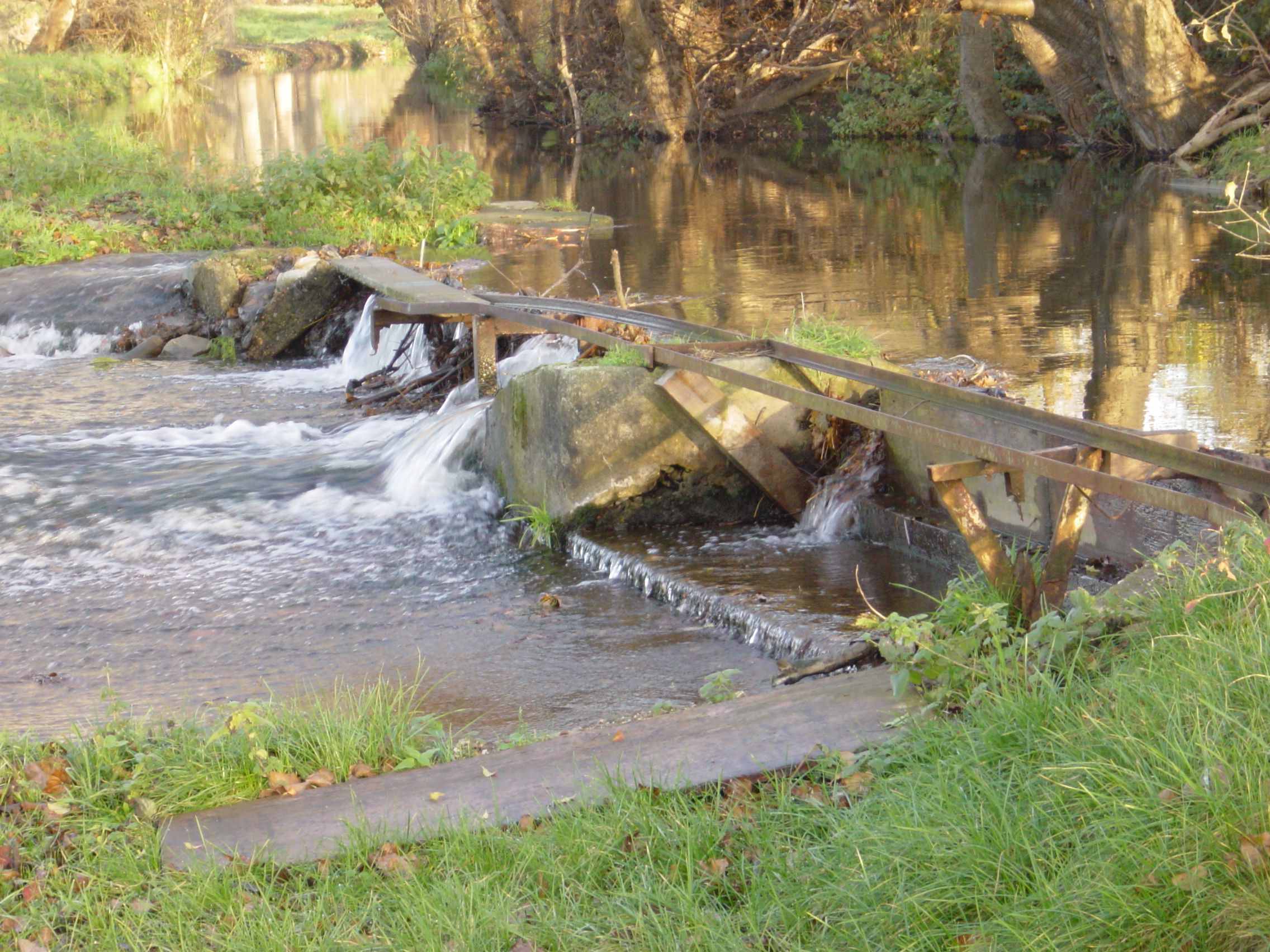
Der Jülicher Mühlenteich (mit Abschlag) – Ein historischer Kanal zur Versorgung der lokalen Industrie mit Brauchwasser

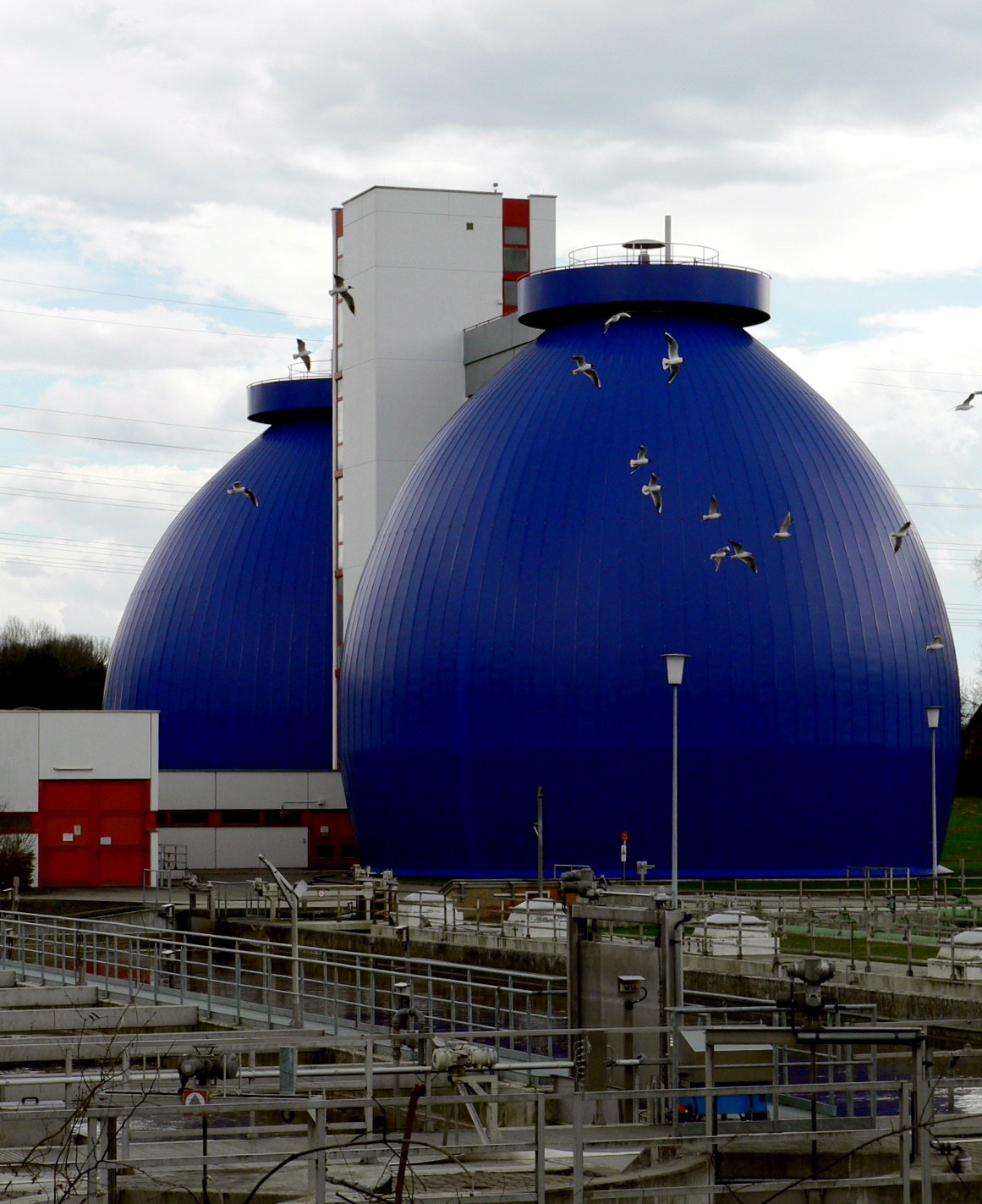
Faultürme einer Kläranlage

Der Siedlungswasserbau umfasst alle Arten von Bauten zur Wasserver- und -entsorgung, z. B. Wasserwerk, Rohrleitungen und Behälter zur Trink- und Brauchwasserversorgung, Kanalbauten, Kläranlagen, Talsperren.

## Geschichte
Historisch sind Kanäle, die der Entwässerung dienten, schon in vorantiker Zeit gebaut worden:
- So sind 5.000 Jahre alte Entwässerungskanäle am Euphrat gefunden worden.
- Historische Talsperrenbauten sind aus Ägypten (Sadd-el-Kafara im Wadi el Garawi, erbaut zwischen 2600 und 2500 v. Chr.) und Jordanien (Trinkwasserreservoir von Jawa, vermutlich 4. Jahrtausend v. Chr.) bekannt.
- In Ägypten (ca. 1300 v. Chr.) wurden die ältesten Wasserleitungen aus der Zeit des Pharao Ramses II. entdeckt.
- Auf Samos gibt es den Tunnel des Eupalinos aus dem 6. Jahrhundert v. Chr., der zur Wasserversorgung diente.
- Aus römischer Zeit sind Abwasserkanalbauten auch in Deutschland (Kölner Altstadt) bekannt.